# Jelševnik
Jelševnik este o localitate din comuna Črnomelj, Slovenia, cu o populație de 110 locuitori.